# Chaenotetrastichus
Chaenotetrastichus is een geslacht van vliesvleugeligen uit de familie Eulophidae. De wetenschappelijke naam van dit geslacht is voor het eerst geldig gepubliceerd in 1987 door Graham.

## Soorten
Het geslacht Chaenotetrastichus omvat de volgende soorten:
- Chaenotetrastichus grangeri (Erdös, 1958)
- Chaenotetrastichus semiflavus (Girault, 1917)